# Cổ Đô
Cổ Đô là một xã ngoại thành nằm ở phía Tây Bắc thành phố Hà Nội, Việt Nam.

## Vị trí địa lý
Xã Cổ Đô có vị trí địa lý:
- Phía Bắc giáp phường Việt Trì và phường Thanh Miếu, tỉnh Phú Thọ với ranh giới là sông Hồng
- Phía Tây giáp xã Bản Nguyên, tỉnh Phú Thọ với ranh giới là sông Hồng
- Phía Nam giáp xã Vật Lại.
- Phía Đông giáp xã Vĩnh Thành, tỉnh Phú Thọ với ranh giới là sông Hồng

## Lịch sử
Ngày 16 tháng 6 năm 2025, Ủy ban Thường vụ Quốc hội ban hành Nghị quyết số 1656/NQ-UBTVQH15 trong đó về việc sắp xếp toàn bộ diện tích tự nhiên, quy mô dân số của các xã Cổ Đô, Phong Vân, Phú Cường, Phú Đông, Phú Hồng, Vạn Thắng (huyện Ba Vì cũ), thành xã mới có tên gọi là xã Cổ Đô.